# Груди вибою

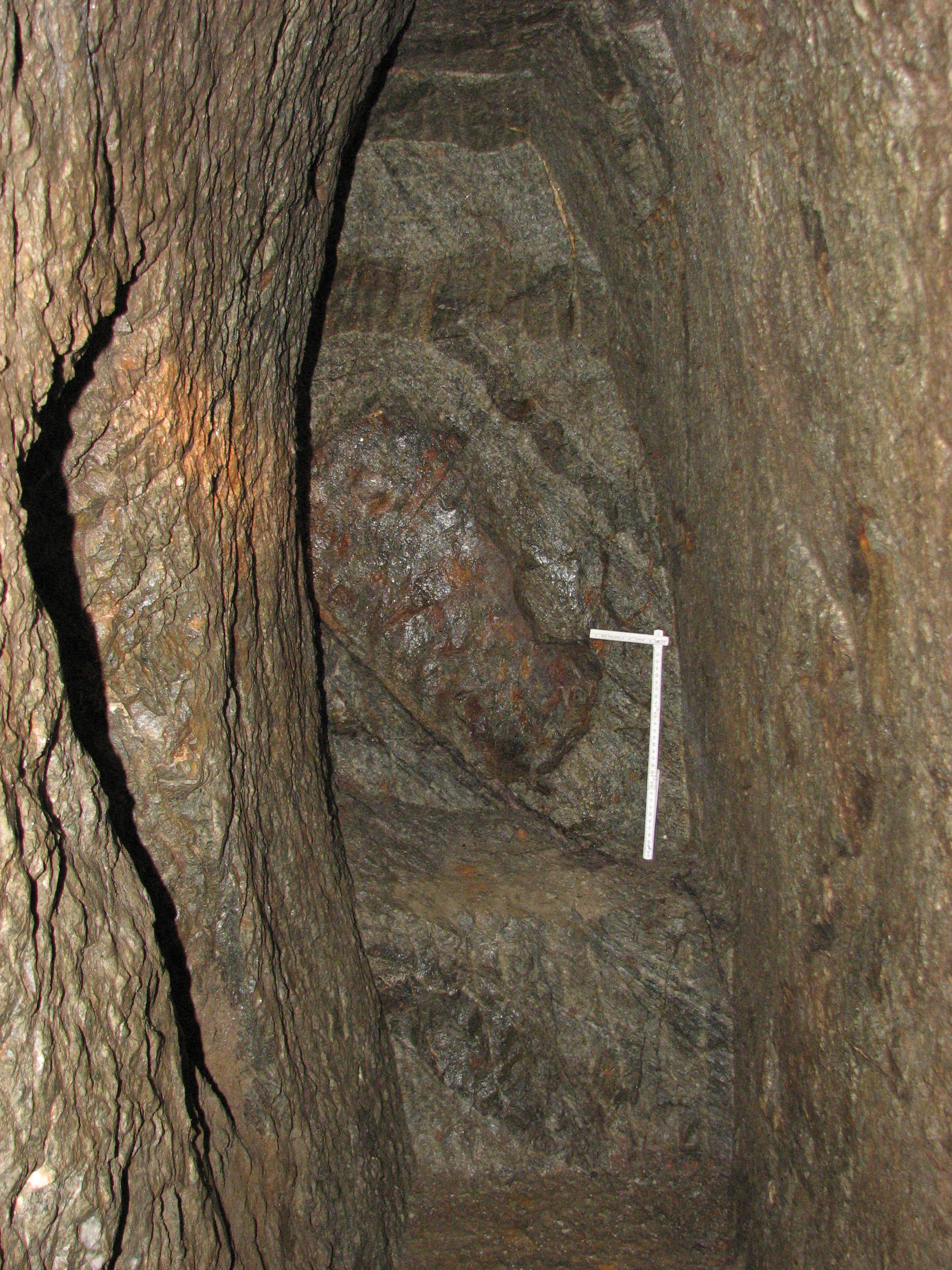
Груди вибою в штольні 16-17 століття

Груди вибою — поверхня корисної копалини в лаві, або торцева поверхня гірської породи у підготовчій виробці, шурфі тощо.
Груди вибою, разом з боковими стінами, покрівлею та підошвою у утворюють привибійний простір, в якому безпосередньо ведуться роботи із виймання корисної копалини, або руйнування гірських порід при проведенні гірничої виробки.